# 近方蒙镖水蚤
近方蒙镖水蚤（学名：Mongolodiaptomus subquadratus）为镖水蚤科蒙镖水蚤属的动物，是中国的特有物种。分布于西藏、新疆等地，常生活于池塘以及水库及通湖的河口中。其生存的海拔范围为1040至4000米。